# Krasnoborowik żonkilowy

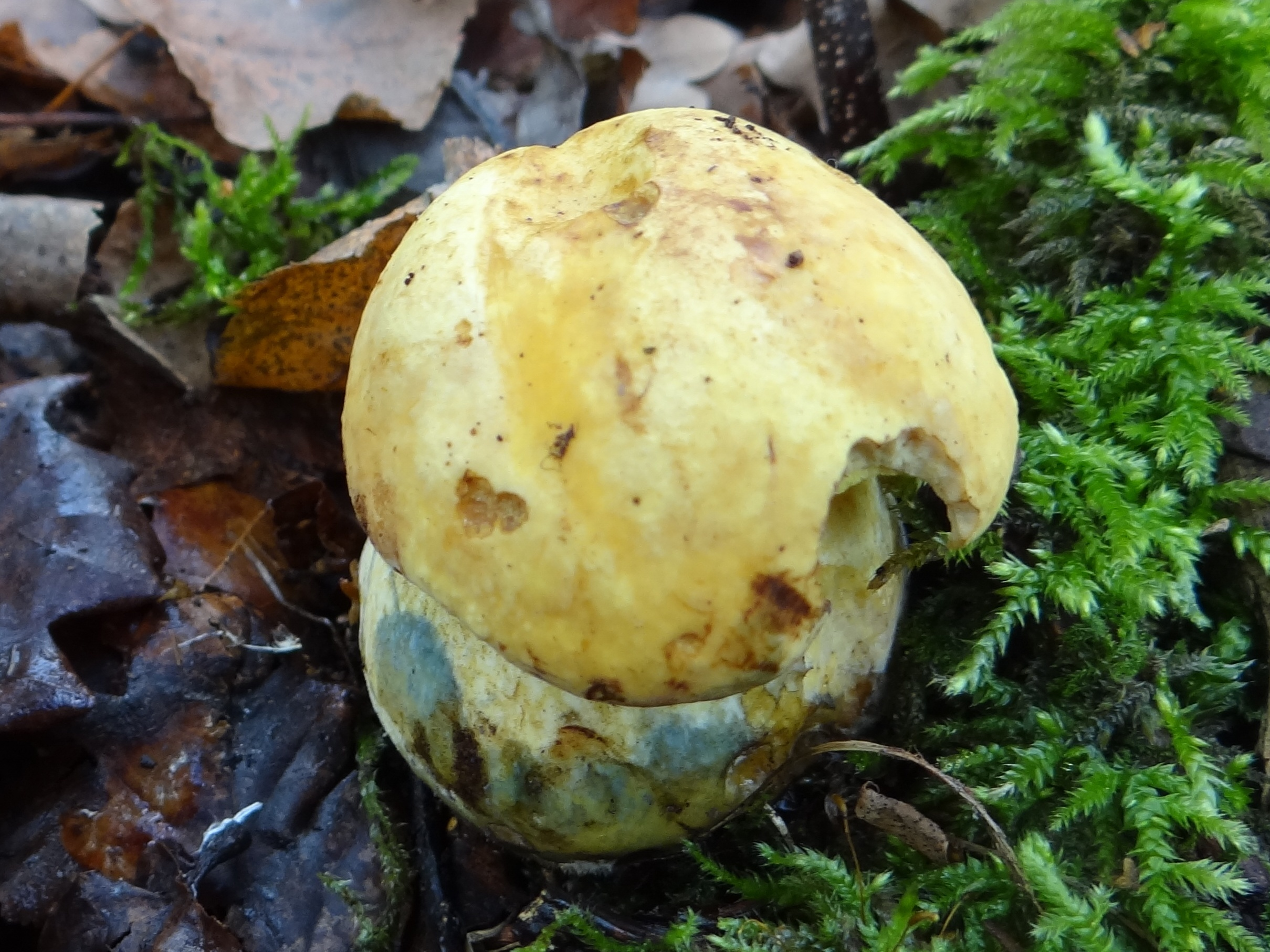

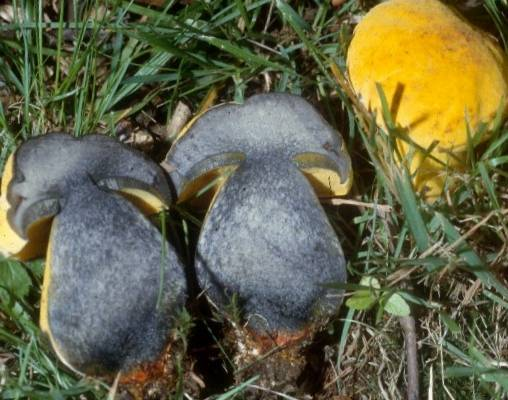
Uciśnięty trzon szybko sinieje

Krasnoborowik żonkilowy, borowik żonkilowy (Neoboletus junquilleus (Quél.) Gelardi, Simonini & Vizzini) – gatunek grzybów z rodziny borowikowatych (Boletaceae). Według ustaleń Index Fungorum z 2020 r. jest to synonim borowika ceglastoporego (Neoboletus erythropus).

## Systematyka i nazewnictwo
Pozycja w klasyfikacji według Index Fungorum: Sutorius, Boletaceae, Boletales, Agaricomycetidae, Agaricomycetes, Agaricomycotina, Basidiomycota, Fungi.
Po raz pierwszy takson ten zdiagnozował w 1906 roku Lucien Quélet nadając mu nazwę Boletus junquilleus. Później zaliczany był do różnych innych rodzajów. W 2020 r. uznano go za odmianę borowika ceglastoporego (Neoboletus erythropus var. junquilleus (Quél.) Blanco-Dios). Index Fungorum kasuje wszystkie odmiany grzybów, tak więc wg Index Fungorum jest on synonimem Neoboletus erythropus.
Niektóre synonimy nazwy naukowej:
- Boletus erythropus var. junquilleus (Quél.) Bon 1985
- Boletus erythropus var. junquilleus (Quél.) J.A. Muñoz 2005
- Boletus junquilleus (Quél.) Boud. 1906
- Boletus luridiformis var. junquilleus (Quél.) Krieglst. 1991
- Boletus luridiformis var. junquilleus (Quél.) Knudsen 1991
- Dictyopus junquilleus Quél. 1898
- Dictyopus queletii var. junquilleus (Quél.) Bon 1985
- Sutorius junquilleus (Quél.) G. Wu & Zhu L. Yang 2016
- Suillellus queletii f. junquilleus (Quél.) Klofac 2015

Polską nazwę borowik żonkilowy nadała Alina Skirgiełło w 1960 r. Władysław Wojewoda w 2003 r. proponował nazwę borowik ceglastopory, odmiana żonkilowa, a Komisja ds. Polskiego Nazewnictwa Grzybów Polskiego Towarzystwa Mykologicznego zarekomendowała używanie nazwy krasnoborowik żonkilowy. Wszystkie te nazwy są według Index Fungorum tylko synonimami borowika ceglastoporego.

## Morfologia
Kapelusz
Średnica 5–16 cm, jasnożółty-cytrynowy, potem jaskrawo pomarańczowożółty-rdzawożółty, czasem jasnobrązowy. Półkulisty, później wypukły i poduchowaty.
Rurki
Wykrojone przy trzonie. Początkowo cytrynowożółte, potem zielonkawe, po uszkodzeniu błękitnieją. Pory cytrynowe, potem złotożółte, po dotknięciu sinieją.
Trzon
Cylindryczny, jaskrawożółty bez siateczki, z żółtobrązowymi-brązowoczerwonymi plamkami, 4–12 cm wysokości, 2,5–6 cm grubości. U młodych okazów beczułkowaty, później walcowaty. Po naciśnięciu szybko sinieje.
Miąższ
Cytrynowożółty, intensywnie niebieszczeje po przekrojeniu. Zapach nieokreślony, smak przyjemny, nieco kwaskowaty.
Wysyp zarodników
Oliwkowy. Zarodniki 12–17 × 5–6 μm, wrzecionowate, gładkie, bez pory rostkowej.

## Występowanie
Spotykany jest w Europie, bardzo rzadki w Polsce, znany m.in. z Puszczy Niepołomickiej. Siedlisko: lasy liściaste, głównie pod dębami, rośnie latem i jesienią. Znajduje się na Czerwonej liście roślin i grzybów Polski. Ma status E – takson wymierający. Znajduje się na czerwonych listach gatunków zagrożonych także w Austrii, Czechach, Niemczech, Anglii, Norwegii, Holandii, Szwecji, Słowacji.
Grzyb mikoryzowy. Grzyb jadalny.

## Gatunki podobne
Podobny jest tylko piaskowiec modrzak (Gyroporus cyanescens). Ma mniej jaskrawy, bardziej ochrowy owocnik i rośnie tylko na piaszczystych glebach.